# Ochna
Ochna är ett släkte som omfattar 86 arter av städsegröna träd och buskar i familjen mussepiggbuskeväxter (Ochnaceae) hemmahörande i skogsområden i Gamla världen. Vissa arter odlas som prydnadsväxter, särskilt mussepiggbusken (Ochna serrulata). Släktet beskrevs första gången 1753 av Carl von Linné i Species plantarum, där Ochna jabotapita angavs som typart.

## Utbredning
Släktet återfinns i tropiskt klimat i Gamla världen, särskilt i Afrika, på Madagaskar och Maskarenerna samt i Asien.

## Etymologi
Namnet på detta släkte kommer från det grekiska ordet Ochne, känt bland annat från Homeros och med betydelsen "vildpäron", eftersom blad hos vissa arter liknar de hos päronträd.

## Arter i urval
| - Ochna afzeli - Ochna andamanica - Ochna angustata - Ochna arborea arborea - Ochna arborea oconnorii - Ochna awrrulata - Ochna barbosae - Ochna beddomei - Ochna beirensis - Ochna brevipes - Ochna calodendron - Ochna chilversii - Ochna ciliata - Ochna crocea - Ochna fruticulosa - Ochna gambleoides - Ochna glauca - Ochna grandis - Ochna harmandii - Ochna holstii | - Ochna inermis - Ochna indica - Ochna integerrima - Ochna lucida - Ochna mauritiana - Ochna mossambicensis - Ochna multiflora - Ochna natalitia - Ochna obtusata - Ochna parviflora - Ochna pretoriensis - Ochna pruinosa - Ochna pulchra - Ochna rufescens - Ochna serrulata – mussepiggbuske - Ochna schweinfurthiana - Ochna thomasiana - Ochna wallichii - Ochna wightiana |